# Hypnum luteo-nitens
Hypnum luteo-nitens là một loài Rêu trong họ Hypnaceae. Loài này được Welw. & Duby mô tả khoa học đầu tiên năm 1872.